# Миниола (Њујорк)
Миниола (енгл. Mineola) град је у америчкој савезној држави Њујорк.

## Демографија
По попису из 2010. године број становника је 18.799, што је 435 (-2,3%) становника мање него 2000. године.
| Група             | 2000.          | 2010.          |
| Белци             | 15.227 (79,2%) | 13.442 (71,5%) |
| Афроамериканци    | 199 (1,0%)     | 376 (2,0%)     |
| Азијати           | 870 (4,5%)     | 1.593 (8,5%)   |
| Хиспаноамериканци | 2.507 (13,0%)  | 3.090 (16,4%)  |
| Укупно            | 19.234         | 18.799         |